# 藏波罗花
藏波罗花（学名：Incarvillea younghusbandii）为紫葳科角蒿属的植物，是青藏高原的特有植物。分布在尼泊尔以及中国大陆的西藏、青海等地，生长于海拔3,600米至5,000米的地区，多生在高山沙质草甸以及山坡砾石垫状灌丛中，目前尚未由人工引种栽培。

## 别名
乌确码子布（藏语），角蒿（西藏）